# Burg Betzenstein
Die Burg Betzenstein ist eine hochmittelalterliche Höhenburg auf dem 512 m ü. NN hohen Schlossberg in der Stadt Betzenstein (Burgweg 7–9) im oberfränkischen Landkreis Bayreuth in Bayern.

## Geschichte

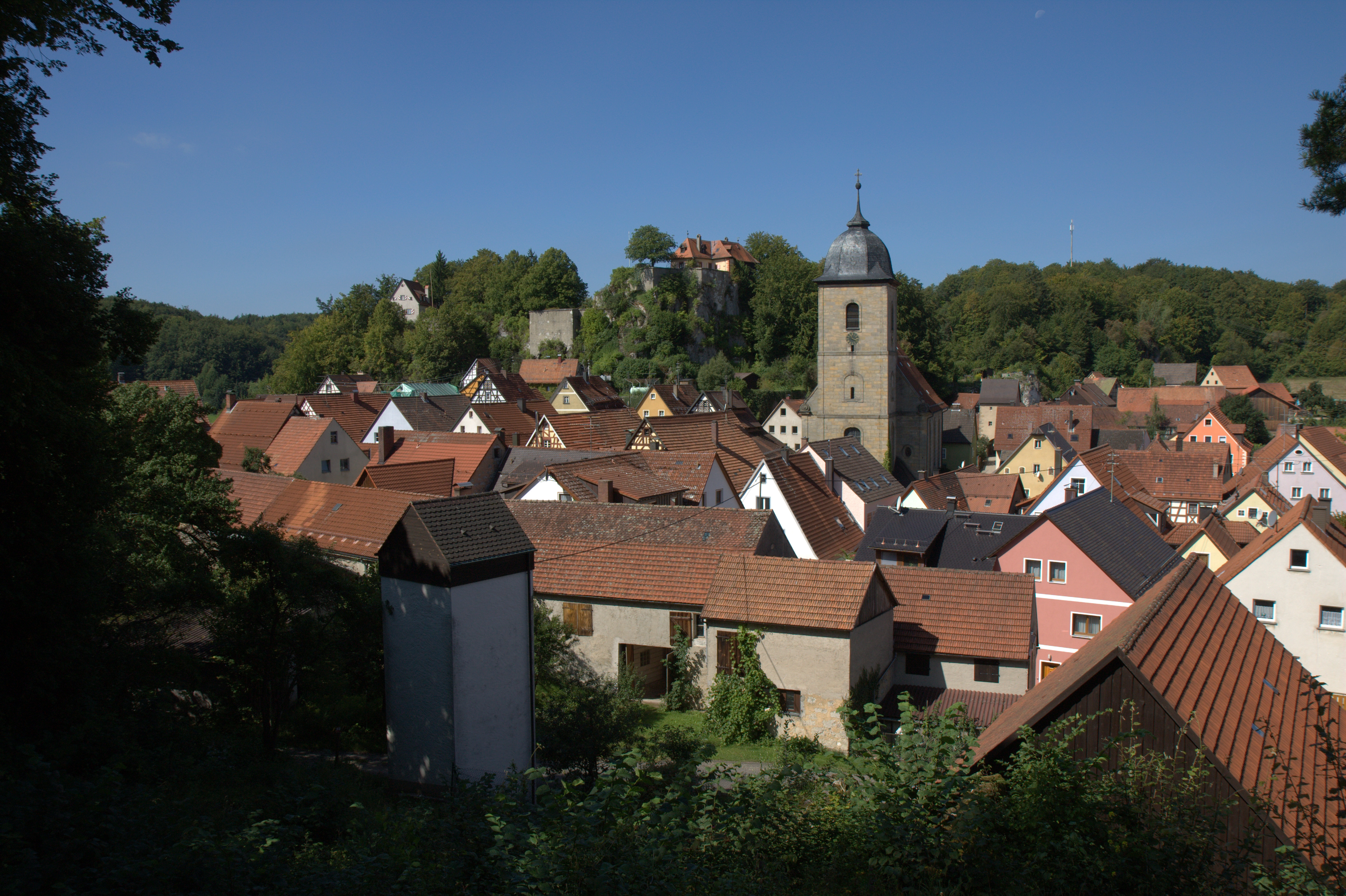
Ansicht der Burganlage über der Stadt Betzenstein von Osten

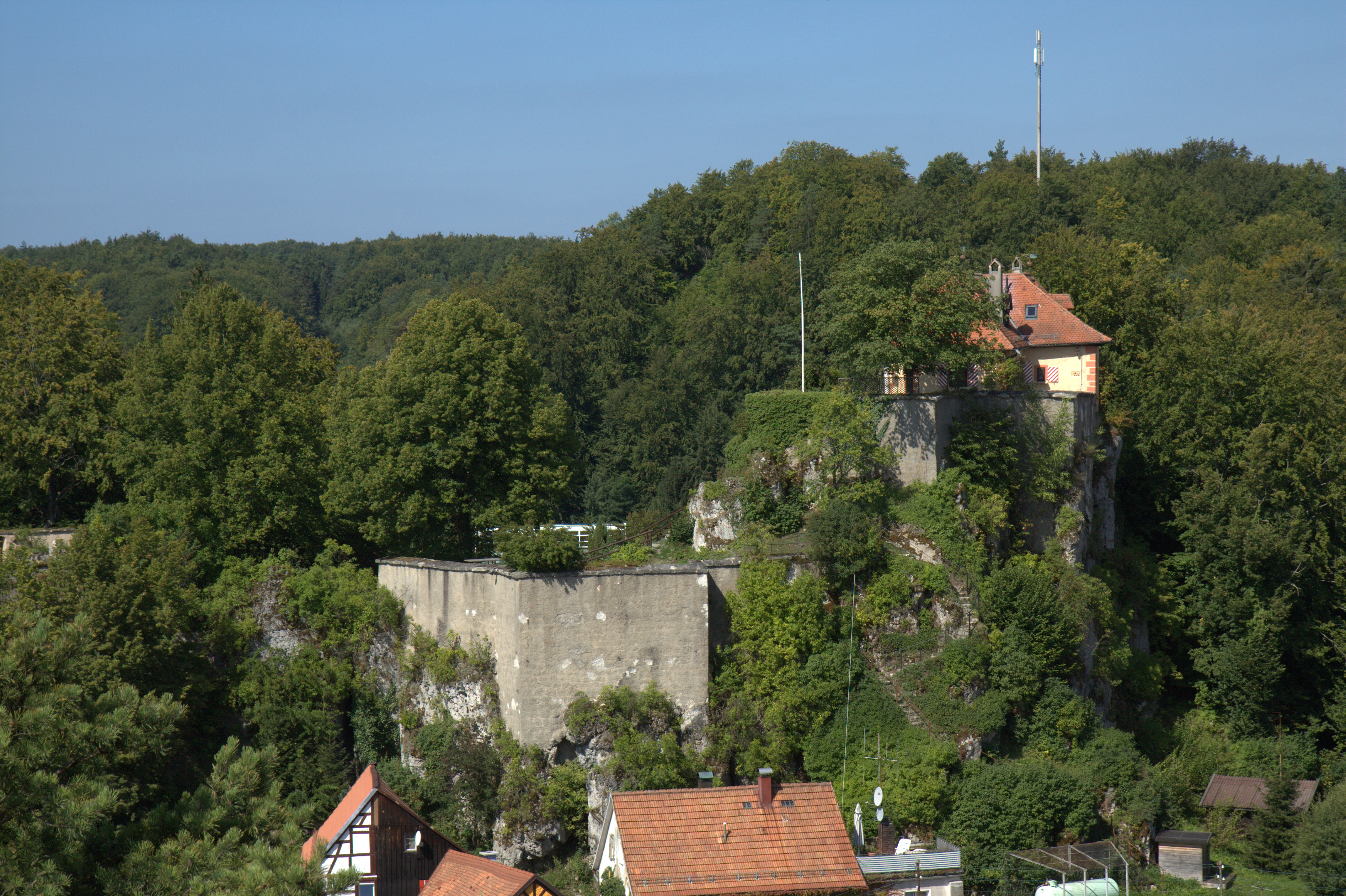
Ansicht der höher gelegenen Nordburg von Osten

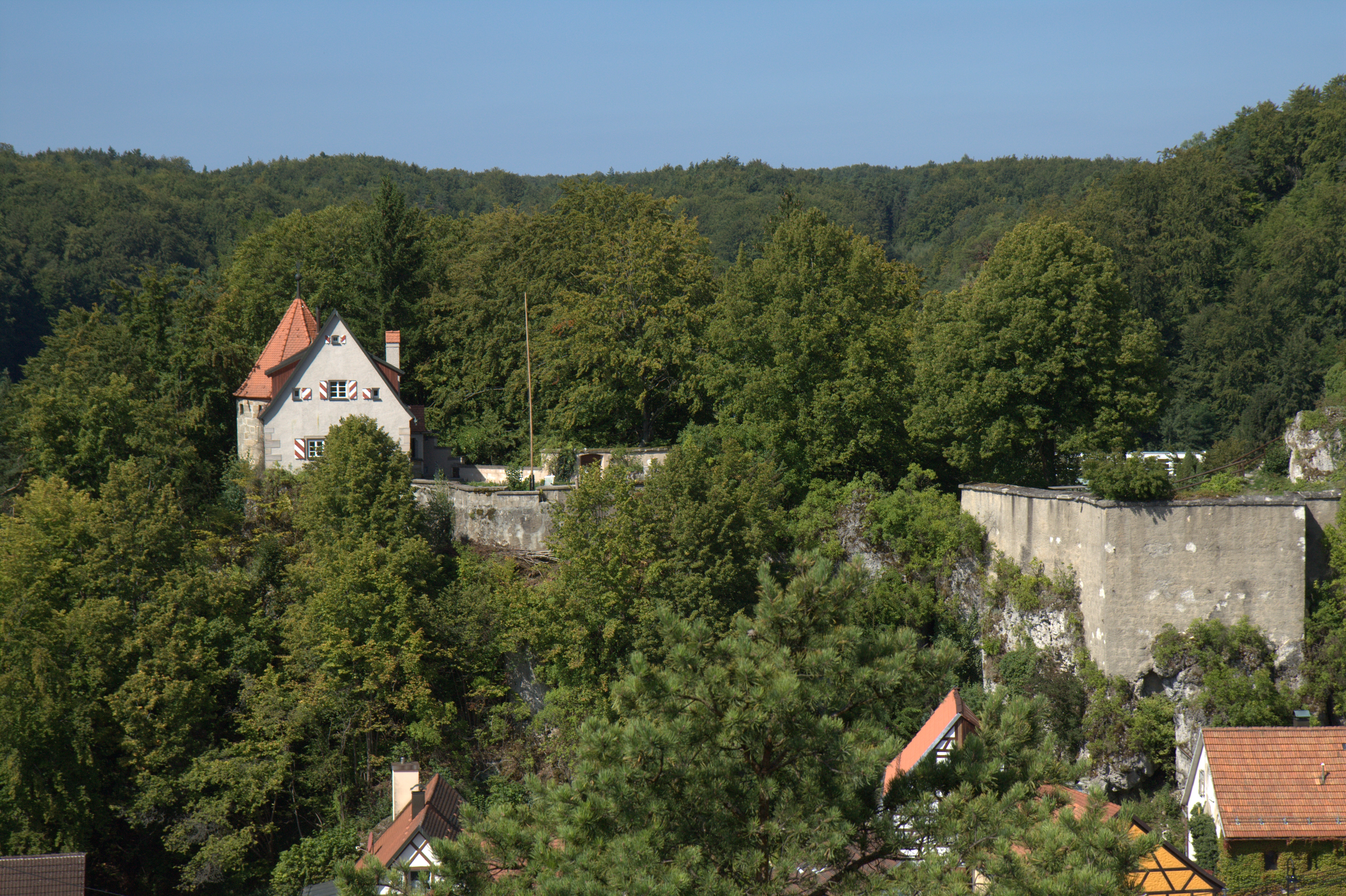
Südburg und Ringmauer von Osten

Vermutlich wurde die Burg um 1187 erbaut und war Sitz des Ministerialen Friedrich von Betzenstein. Erstmals erwähnt wurde die Burg Betzenstein am 11. August 1311 mit der Belehnung des Konrad von Schlüsselberg durch den Bamberger Bischof Wulfing von Stubenberg, wobei auf die Verdienste der Schlüsselberger für das Hochstift Bamberg ausdrücklich hingewiesen wurde.
Vermutlich durch die Fehde des Bamberger Bischofs Werntho Schenk von Reicheneck mit Ulrich von Leuchtenberg verlor das Hochstift einen Teil der Burg. Landgraf Ulrich gab am 30. Mai 1327 seinen Teil der Burg der Krone Böhmen zu Lehen. Möglicherweise bestand zu dieser Zeit eine Doppelanlage, wobei der nördliche Felsen mit der bischöflichen, der südliche mit der leuchtenbergischen Burg bebaut gewesen sein könnte. Darauf weist auch ein im 16. Jahrhundert bezeugter, heute wüster Burgteil, hin.
Nachdem sich 1347 die Bischöfe von Würzburg und Bamberg mit den Burggrafen von Nürnberg geeinigt hatten, ging der Besitz an die Burggrafen, die 1359 ihn an die Leuchtenberger Landgrafen veräußerten. Diese waren nun im Besitz der gesamten Burganlage und erhielten von Kaiser Karl IV. das Recht, den Markt Betzenstein zu befestigen.
1402 wurde die Burg von König Ruprecht I. besetzt und am 13. Februar 1418 verkaufte Landgraf Leopold die Burg und die Stadt Betzenstein an den Pfalzgrafen Johann von Neumarkt-Neunburg. Kurz darauf wurde die Burg im Bayerischen Krieg 1420–22 zerstört und 1550 wieder aufgebaut. Am 20. Mai 1553 brannte sie im Zweiten Markgrafenkrieg ab.
Ab 1555 bis ins 18. Jahrhundert wurden Wiederaufbaumaßnahmen und verschiedene Renovierungen vorgenommen. Die Burg wird privat bewohnt und ist nicht zugänglich.
Heute ist die Halbruine als landschaftsprägende Baudenkmäler D-4-72-118-9 „Burg Betzenstein, Nordteil der Anlage, im Kern zweite Hälfte 11. Jahrhundert, eingeschossiger Walmdachbau, 16./17. Jahrhundert, daran anschließender Walmdachbau aus Holz, 1929; Reste der Umfassungsmauern, 16. Jahrhundert“ und D-4-72-118-8 „Burg Betzenstein, Südteil der Doppelburg, im Kern zweite Hälfte 11. Jahrhundert, Haus am Südgipfel, zweigeschossiger Satteldachbau, 17./18. Jahrhundert, anschließender Rundturm mit Zeltdach, um 1630; Zisterne, 16./18. Jahrhundert; Reste der Umfassungsmauern, erste Hälfte 16. Jahrhundert“, sowie als Bodendenkmal D-4-6334-0061 „Befunde des Mittelalters und der frühen Neuzeit im Bereich der Burgruine Betzenstein“ vom Bayerischen Landesamt für Denkmalpflege erfasst.

## Beschreibung
Der erste Teil der Burg soll schon im 18. Jahrhundert abgebrochen worden sein, unter anderem 1709 ein Turm in der nördlichen Oberburg. Ein eingeschossiges Gebäude von 1558 mit einem Walmdach auf T-förmigem Grundriss und einem hohen Sockel und ein zweigeschossiger Rundturm mit Zeltdach auf der Südburg sind erhalten geblieben. Im nordöstlichen Bereich wurde ein zweigeschossiges Gebäude aus dem 17. bis 18. Jahrhundert im 20. Jahrhundert erheblich verändert.